# Helicoverpa zea

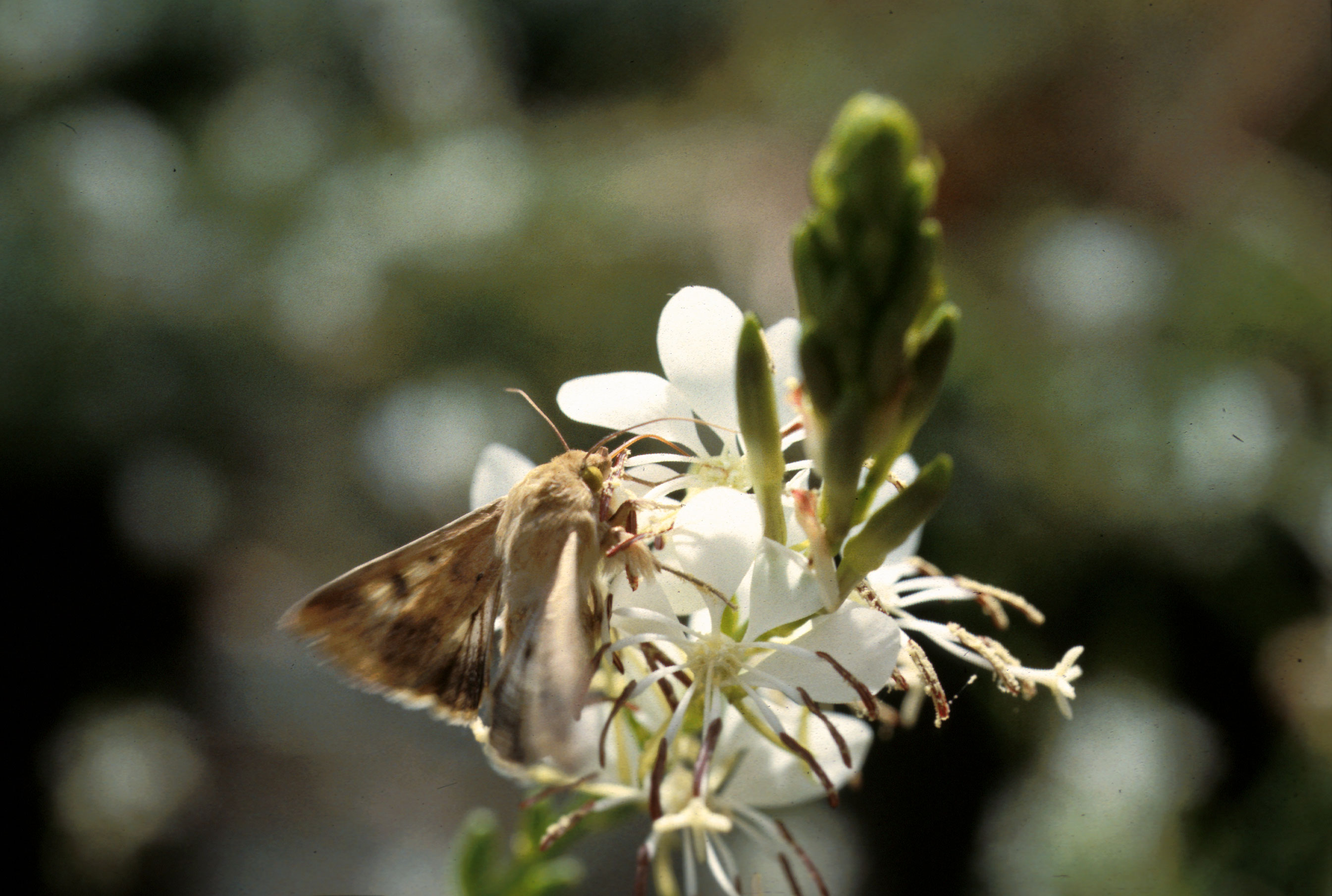
Adulto

Helicoverpa zea es una especie  de lepidóptero ditrisio  de la familia Noctuidae. Su larva es una de las peores plagas de la agricultura. Se puede alimentar de muchas plantas diferentes (es decir, es polífaga) durante el periodo larval. Cuando ataca al algodón, se le conoce como gusano del algodón; cuando consume maíz, gusano elotero. El adulto es polinizador.

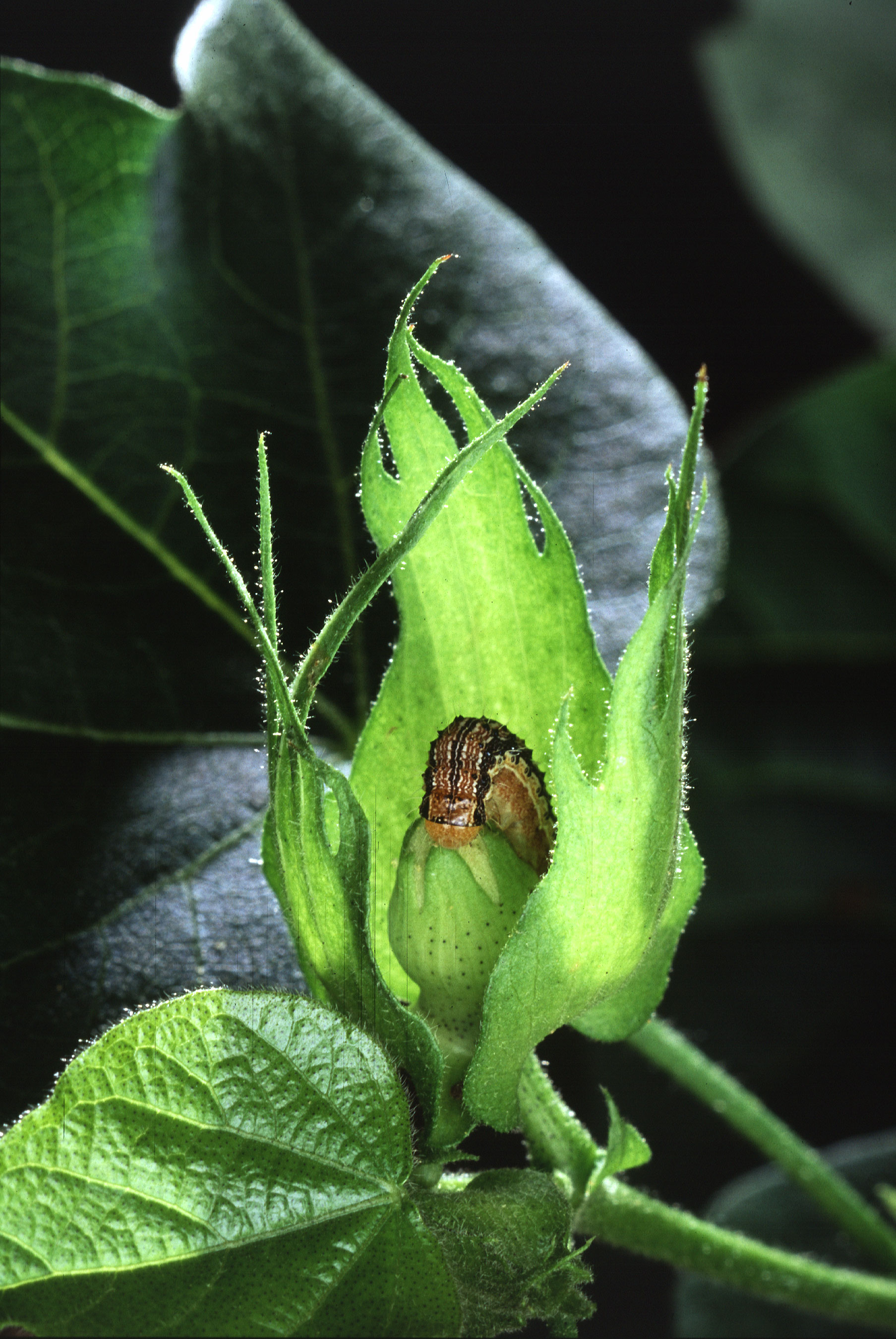
Comiendo un cogollo de algodón.

El impacto de esta plaga ha sido y es continuo y significativo, especialmente por el amplísimo rango de cultivos atacados, y la abundancia natural de esta especies en el campo. 
Orius insidiosus, un heteróptero de la familia Anthocoridae, se alimenta de los huevos de H. zea, por lo que actúa como agente de control biológico.
Helicoverpa armigera, muy emparentada con H. zea, es la mayor plaga del algodón en Asia.
Está ampliamente distribuida en sur y Norteamérica, excepto Canadá y Alaska. Es una especie migratoria. Usan los vientos predominantes para trasladarse en forma pasiva; pueden llegar a viajar 400 km. Es posible que esta actividad contribuya a la dificultad de controlar esta plaga. Sus movimientos migratorios se han estudiado recientemente por medio de "globos de superpresión" (tetroons).